# Дантан, Жан Пьер
Жан Пьер Данта́н, в литературе также называемый Младший (фр. Jean-Pierre Dantan, Dantan le Jeune; 28 декабря 1800, Париж, — 6 сентября 1869, там же) — французский скульптор, младший брат скульптора Антуана Лорана Дантана.
Учился скульптуре у Франсуа Жозефа Бозио, в мастерскую которого оба брата поступили вместе в 1823 году. Его специальность составляли портретные бюсты, в которых он с удивительною верностью передавал внешние черты и характер своих моделей. Известен тем, что, кроме серьёзных бюстов, создавал также своеобразны бюсты-шаржи: Талейрана, Ротшильда и других.
Также является автором памятника композитору Буальдьё в Руане.
Похоронен на кладбище Пер-Лашез (участок 4).